# Петровка (Кодымский район)
Петровка (укр. Петрівка) — село, относится к Кодымскому району Одесской области Украины.
Население по переписи 2001 года составляло 563 человека. Почтовый индекс — 66040. Телефонный код — 4867. Занимает площадь 2,09 км².

## Местный совет
66040, Одесская обл., Кодымский р-н, с. Петровка